# Reclutamento (biologia)
In ecologia, il reclutamento è l'aggiunta di nuovi individui in una   popolazione o comunità dovuta alle nuove nascite o alla immigrazione di individui provenienti da altre popolazioni. Il reclutamento può quindi portare ad un incremento demografico di una popolazione.

In molte popolazioni marine il reclutamento consiste nell'arrivo in una data zona di larve liberamente natanti o planctoniche, che trovata un'area favorevole vi si stabiliscono.
Nelle aree di nursery, come le praterie di Posidonia oceanica, il reclutamento può essere dovuto all'immigrazione temporanea di specie, soprattutto pesci, che lì si recano per la riproduzione o per l'accrescimento.